# Antonino Puliatti
Antonino Puliatti (Savoca, 1725 – Savoca, 1805 circa) è stato un filologo, presbitero e letterato italiano, cittadino del Regno di Sicilia.

## Biografia
Inteso anche come Antonino Pugliatti, poche e scarne sono le notizie biografiche sul suo conto; da fonti archivistiche si apprende che nacque a Savoca nel 1725 in una famiglia della piccola borghesia terriera locale e che aveva almeno un fratello di nome Vincenzo . Non è noto dove apprese lo studio delle lettere, tuttavia basta sapersi che nella prima metà del XVIII secolo, a Casalvecchio (casale allora dipendente dalla municipalità di Savoca) era attiva la scuola di latino del sacerdote e pittore don Antonino Cannavò.
Nella seconda metà del XVIII secolo, Puliatti fu parroco della chiesa di San Michele in Savoca; nei Riveli di beni ed anime del Regno di Sicilia, relativi agli anni 1748 e 1750, è definito come sacerdote residente nella cittadina di Savoca. 
Le notizie biografiche sul suo conto finiscono nei primissimi anni del XIX secolo, ragion per cui si ritiene che sia deceduto attorno al 1805.
Tra i pronipoti del Puliatti si annoverano tre famosi medici ginecologi e accademici: Carmelo Pugliatti, Rosario Pugliatti (Savoca,1853 - Messina,1898) e Sebastiano Pugliatti (Santa Teresa di Riva,1873 - ivi,1935).

## Attività letteraria e didattica
Nel 1749 ricevette incarico di insegnare "Latino e belle Lettere" presso scuola pubblica della cittadina di Forza d'Agrò. 
Pochi anni dopo fondò a Savoca una scuola di "Latino e belle Lettere", probabilmente ubicata nel quartiere Cantidati, oggi comune di Santa Teresa di Riva.
La sua attività didattica si svolgeva secondo un particolare metodo, cioè sfruttando l'esercizio di traduzioni dal latino e dal greco (e finanche dal tedesco come gli Idyllen di Salomon Gessner) e recuperando per sé e per i propri allievi una dimensione letteraria classicistica ritagliata entro un'educazione arcadica all'idillio. Dalla severa scuola savocese del Puliatti, durata più di un cinquantennio, uscirono diversi studiosi ed intellettuali del tempo, quali: 
- il prof. Matteo Procopio, Docente di letteratura presso l'Accademia Carolina di Stoccarda e traduttore di autori tedeschi come il Gessner;
- il poeta siciliano Vincenzo Cardile;
- il giurista Onofrio Prestipino (Savoca,1768 - ivi, 1855), avvocato, magistrato e uomo politico.
- il giurista, scrittore e magistrato Pasquale Cicala (Savoca, 1769 - Messina, 1826), docente presso l'Ateneo messinese;
- l'abate Antonino Garufi (Savoca,1775 - ivi, 1842), poeta epigrammatico e docente di Filosofia nel Seminario di Palermo;
- il filosofo sac. Vincenzo Pugliatti (Savoca,1784 - Messina, 1861), docente presso il Seminario e l'Università di Messina;
- il chirurgo prof. Carmelo Pugliatti, professore ordinario e Pro-rettore dell'Ateneo messinese.

Nel 1774 pubblicò la seconda edizione della sua grammatica latina L’esperienza maestra – Donadello per domande e risposte, ovvero esposizione dei princìpi della grammatica latina per i tipi degli stampatori Giuseppe Rosone e Francesco Cicero di Messina. L'opera, dedicata al cardinal Silvio Valenti Gonzaga, Archimandrita di Messina e Barone di Savoca, si presenta come un trattato, in forma dialogica, dei princìpi della grammatica latina, suddivisa in quattro parti:
- Etimologia: che spiega le parole;
- Ortografia: che scrive le lettere;
- Sintassi: che regola il parlare;
- Prosodia: che misura le sillabe.

Emilio De Tipaldo lo definì "Filologo di rinomanza, sia pel merito di facile insegnamento che per le versioni di Gessner, Teocrito e Procopio, tuttora inedite".
Un suo pronipote Giuseppe Pugliatti, nel 1855 lo ricorda con queste parole: "in quel tempo (1789) era in Savoca in vigore e grande rinomanza una scuola di lingua latina presso un distintissimo uomo, che sebben mancasse di quella dolce maniera di addomesticare gli allievi allo studio, come conviensi a tenera età, tuttavia godea nome di ottimo grammatico ed illustrava la sua scuola di meritata fama. Cotal maestro aveva nome Puliatti, uomo distintissimo in letteratura latina, ed aveva pubblicato una grammatica latina che era riguardata come una delle migliori".
Nel 1775 fu ammesso per meriti speciali nell'Accademia Peloritana dei Pericolanti di Messina.
La scuola savocese di "Latino e Belle Lettere" si spense con la morte del suo fondatore nei primi anni dell'Ottocento.

## Opere
- L'esperienza maestra – Donadello per domande e risposte, ovvero esposizione dei princìpi della grammatica latina, per i tipi degli stampatori Giuseppe Rosone e Francesco Cicero di Messina. Seconda edizione del 1774.
- Grammatica latina. Edita da Giuseppe Rosone. 1776.